# Vanden Borre
Vanden Borre är en belgisk hemelektronikkedja med 53 varuhus och nästan 900 anställda. Kedjan ägs av Kesa Electricals Plc.